# Улица Мис Ирбијеве (Београд)
| Улица Мис Ирбијеве | Улица Мис Ирбијеве               |
| ------------------ | -------------------------------- |
|                    |                                  |
| Општина            | Градска општина Звездара         |
| Почетак            | Улица Живка Давидовића (Београд) |
| Крај               | Улица Војислава Илића            |
| Дужина             | 800 m                            |
| Ширина             | 15 m                             |
| Створена           | 1930.                            |
| Названа            | 2004.                            |
| Стари називи       | Школска, Улица Заге Маливук      |
|                    |                                  |
|                    |                                  |

Улица Мис Ирбијеве у Београду на општини Звездара протеже се од Улице Живка Давидовића, близу Пашине чесме, поред Учитељске, до Улице Војислава Илића.

## Ранији називи улице
Улица је често мењала називе. До 1930. звала се Школска, а од 1930. до 1943. Мис Ирби.
Од 1943. до 1946. Носила је име Марије Јеленске (1842-1882), позоришне глумице рођене у Загорју (1842-1882). Најдуже (од 1946. до 2004) носила је назив по учесници Народноослободилачког рата и народном хероју Заги Маливук (1919-1942).
Године 2004. улици је враћен назив који је у једном периоду имала: Мис Ирбијеве.

## Име улице
Улица је добила назив по путописцу и добротворки Аделини Паулини Ирби (1833-1911). Аделина Ирби је потицала из добростојеће енглеске породице. Заједно са Џорџином Мјур Мекензи, после путовања по Европи, стигла је средином 19. века и у Кнежевину Србију, где јој је гостопримство пружио кнез Михаило Обреновић. Године 1866. објавила је путопис Путовање по словенским земљама Турске у Европи. Те исте године су у Сарајеву отвориле Завод за васпитање српских девојчица, који су похађале махом сиромашнија деца. Годину дана касније преминула је Мекензијева, а Ирбијева је наставила са својим просветно-хуманитарним радом и у време Херцеговачког устанка.
У Енглеској је покренула одбор за помагање српских избеглица, који је за хратко време сакупио 60.000 фунти.
У Пакрацу је 1876. године отворила прву од двадесет школа за девојчице и дечаке кроз коју је прошло скоро 2000 ђака. За време рата Србије са Турком повукла се у Далмацију и у Книну и Полачи је отворила нове школе.
Заједно са лекаром путовала је кроз крајеве који су били опустошени ратом, носећи помоћ у храни и лековима.
Залагала се и за очување српских обичаја, посебно песама и кола.
Краљ Петар I Карађорђевић одликовао ју је Орденом Св. Саве, а краљ Никола Орден књаза Данила.
Сахрањена је у Сарајеву уз велике почасти.

## Улицом Мис Ирбијеве
Иако званично пропада Хајдук Станковој улици, из Улице Мис Ирбијеве се може видети Грађевинско–техничка школа „Бранко Жежељ“.
У улици, или у њеној непосредној близини, некада се налазило неколико фабрика, које су приватизоване и срушене, као што су Индустрија прецизне механике или „Букуља“.